# Kreis Lindenfels
Der Kreis Lindenfels war ein Landkreis in der Provinz Starkenburg des Großherzogtums Hessen. Er bestand vom 12. Mai 1852 bis zum 1. Juli 1874. Kreisstadt war Lindenfels.

## Einordnung des Kreises in das Großherzogtum Hessen
Zusammen mit den Kreisen Bensheim, Darmstadt, Dieburg, Erbach, Groß-Gerau, Heppenheim, Neustadt, Offenbach und Wimpfen bildete der Kreis Lindenfels die Provinz Starkenburg, die wiederum zusammen mit den Provinzen Oberhessen und Rheinhessen das Großherzogtum Hessen darstellten.

## Geschichte

### Erster Versuch
Im Jahr 1832 kam es im Großherzogtum Hessen zu einer Gebietsreform, in der „Kreise“ geschaffen wurden, was in der Regel dadurch geschah, dass zwei Landratsbezirke zusammengelegt wurden.

Der Kreis Lindenfels entstand dabei aus den Landratsbezirken Lindenfels, Hirschhorn und Wimpfen. Für den Landratsbezirk Heppenheim war zunächst vorgesehen, ihn aufzulösen und ihn insgesamt in den Kreis Bensheim einzugliedern. Dagegen gab es offensichtlich erheblichen Widerstand. Noch vor dem Inkrafttreten der Verordnung zum 15. Oktober 1832 wurde diese aber dahingehend revidiert, dass die Stadt Heppenheim dem Kreis Lindenfels zugeschlagen und dieser in „Kreis Heppenheim“ umbenannt wurde.
So scheiterte ein erster Versuch, einen „Kreis Lindenfels“ zu bilden.

### Entstehung
Die Revolution von 1848 im Großherzogtum Hessen hatte zwei Folgen, die entscheidenden Einfluss darauf hatten, dass der Kreis Lindenfels entstand:
- Die bestehenden Kreise und Landratsbezirke wurden abgeschafft und durch größere Regierungsbezirke ersetzt.[3] Die bisherigen Kreise Bensheim und Heppenheim wurden dabei zum Regierungsbezirk Heppenheim vereinigt.
- Die Standesherren verloren die Hoheitsrechte, die sie bis dahin in den Souveränitätslanden noch ausgeübt hatten.[4]

Diese Reform wurde in der Reaktionsära nach der Revolution prinzipiell wieder rückgängig gemacht und die frühere Gliederung in Provinzen Kreise grundsätzlich wiederhergestellt. Der Staat achtete aber darauf, dass er die von den Standesherren im Zuge der Revolution eingesammelten Hoheitsrechte behielt. So kam es zu einer „kleinen Gebietsreform“ in den Gebieten, die vorher zu standesherrlichen Landratsbezirken gehört hatten. Das betraf vorliegend vor allem die zuvor gräflich-erbachischen Gebiete.
So wurde 1852 der Kreis Lindenfels aus den Landgerichtsbezirken Fürth und Hirschhorn sowie Teilen des Landgerichtsbezirkes Michelstadt (ehemals: Landratsbezirk Erbach) gebildet (siehe: Übersicht). Er hatte damals 22.758 Einwohner.

### Weitere Entwicklung und Ende
Am 1. August 1865 wurden eine Reihe von Gemeinden aus dem Kreis Lindenfels in den Kreis Heppenheim umgegliedert (siehe Übersicht).
Im Zuge der am 1. Juli 1874 im Großherzogtum Hessen vorgenommenen Kreisreform wurde der Kreis Lindenfels aufgelöst und auf die Nachbarkreise aufgeteilt (siehe: Übersicht).

## Kreisräte
An der Spitze des Kreises Lindenfels standen folgende Kreisräte:
- 1852–1865 Adolph Westernacher
- 1865–1871 Ludwig Friedrich Römheld
- 1871–1874 Ernst Friedrich Lauteschläger

## Gebietsbestand
| Gemeinde                | Zugehörigkeit bis 1848 | Abgang Jahr | Abgang nach      | Anmerkung           |
| ----------------------- | ---------------------- | ----------- | ---------------- | ------------------- |
| Affolterbach            | Kreis Heppenheim       | 1874        | Kreis Heppenheim |                     |
| Albersbach              | Kreis Heppenheim       | 1874        | Kreis Heppenheim |                     |
| Aschbach                | Kreis Heppenheim       | 1874        | Kreis Heppenheim |                     |
| Birkenau                | Kreis Heppenheim       | 1874        | Kreis Heppenheim |                     |
| Bockenrod               | Landratsbezirk Erbach  | 1874        | Kreis Erbach     |                     |
| Bonsweiher              | Kreis Heppenheim       | 1874        | Kreis Heppenheim |                     |
| Brombach                | Kreis Heppenheim       | 1874        | Kreis Heppenheim |                     |
| Darsberg                | Kreis Heppenheim       | 1865        | Kreis Heppenheim |                     |
| Dürr-Ellenbach          | Kreis Heppenheim       | 1874        | Kreis Heppenheim |                     |
| Eberbach                | Landratsbezirk Erbach  | 1874        | Kreis Erbach     |                     |
| Ellenbach               | Kreis Heppenheim       | 1874        | Kreis Heppenheim |                     |
| Erlenbach               | Kreis Heppenheim       | 1874        | Kreis Heppenheim |                     |
| Erzbach                 | Landratsbezirk Erbach  | 1874        | Kreis Erbach     |                     |
| Eulsbach                | Kreis Heppenheim       | 1874        | Kreis Heppenheim |                     |
| Fahrenbach              | Kreis Heppenheim       | 1874        | Kreis Heppenheim |                     |
| Frohnhofen              | Landratsbezirk Erbach  | 1874        | Kreis Erbach     |                     |
| Fürth                   | Kreis Heppenheim       | 1874        | Kreis Heppenheim |                     |
| Gadern                  | Kreis Heppenheim       | 1874        | Kreis Heppenheim |                     |
| Gersprenz               | Landratsbezirk Erbach  | 1874        | Kreis Erbach     |                     |
| Glattbach               | Kreis Heppenheim       | 1874        | Kreis Bensheim   |                     |
| Gorxheim                | Kreis Heppenheim       | 1874        | Kreis Heppenheim |                     |
| Gras-Ellenbach          | Kreis Heppenheim       | 1874        | Kreis Heppenheim |                     |
| Grein                   | Kreis Heppenheim       | 1865        | Kreis Heppenheim |                     |
| Groß-Gumpen             | Landratsbezirk Erbach  | 1874        | Kreis Erbach     |                     |
| Hainbrunn               | Kreis Heppenheim       | 1874        | Kreis Heppenheim |                     |
| Hammelbach              | Kreis Heppenheim       | 1874        | Kreis Heppenheim |                     |
| Hartenrod               | Kreis Heppenheim       | 1874        | Kreis Heppenheim |                     |
| Hirschhorn              | Kreis Heppenheim       | 1865        | Kreis Heppenheim | Stadt               |
| Hornbach                | Kreis Heppenheim       | 1874        | Kreis Heppenheim |                     |
| Igelsbach               | Kreis Heppenheim       | 1874        | Kreis Heppenheim |                     |
| Kallstadt               | Kreis Heppenheim       | 1874        | Kreis Heppenheim |                     |
| Kirch-Beerfurth         | Landratsbezirk Erbach  | 1874        | Kreis Heppenheim |                     |
| Klein-Gumpen            | Landratsbezirk Erbach  | 1874        | Kreis Erbach     |                     |
| Knoden                  | Kreis Heppenheim       | 1874        | Kreis Bensheim   |                     |
| Kocherbach              | Kreis Heppenheim       | 1874        | Kreis Heppenheim |                     |
| Kolmbach                | Kreis Heppenheim       | 1874        | Kreis Bensheim   |                     |
| Korsika                 | Kreis Heppenheim       | 1874        | Kreis Heppenheim |                     |
| Kreidach                | Kreis Heppenheim       | 1874        | Kreis Heppenheim |                     |
| Kröckelbach             | Kreis Heppenheim       | 1874        | Kreis Heppenheim |                     |
| Krumbach                | Kreis Heppenheim       | 1874        | Kreis Heppenheim |                     |
| Langenthal              | Kreis Heppenheim       | 1865        | Kreis Heppenheim |                     |
| Laudenau                | Landratsbezirk Erbach  | 1874        | Kreis Bensheim   |                     |
| Lauten-Weschnitz        | Kreis Heppenheim       | 1874        | Kreis Heppenheim |                     |
| Lindenfels              | Kreis Heppenheim       | 1874        | Kreis Bensheim   | Kreisstadt          |
| Linnenbach              | Kreis Heppenheim       | 1874        | Kreis Heppenheim |                     |
| Litzelbach              | Kreis Heppenheim       | 1874        | Kreis Heppenheim |                     |
| Löhrbach                | Kreis Heppenheim       | 1874        | Kreis Heppenheim |                     |
| Lörzenbach              | Kreis Heppenheim       | 1874        | Kreis Heppenheim |                     |
| Ludwigsdorf             | Kreis Heppenheim       | 1874        | Kreis Heppenheim |                     |
| Mackenheim              | Kreis Heppenheim       | 1874        | Kreis Heppenheim |                     |
| Mitlechtern             | Kreis Heppenheim       | 1874        | Kreis Heppenheim |                     |
| Mittershausen           | Kreis Heppenheim       | 1874        | Kreis Heppenheim |                     |
| Mörlenbach              | Kreis Heppenheim       | 1874        | Kreis Heppenheim |                     |
| Neckarsteinach          | Kreis Heppenheim       | 1865        | Kreis Heppenheim | Stadt               |
| Neckarhausen            | Kreis Heppenheim       | 1865        | Kreis Heppenheim |                     |
| Nieder-Kainsbach        | Landratsbezirk Erbach  | 1874        | Kreis Erbach     |                     |
| Nieder-Liebersbach      | Kreis Heppenheim       | 1874        | Kreis Heppenheim |                     |
| Ober-Abtsteinach        | Kreis Heppenheim       | 1874        | Kreis Heppenheim |                     |
| Ober-Gersprenz          | Landratsbezirk Erbach  | 1874        | Kreis Heppenheim |                     |
| Ober-Kainsbach          | Landratsbezirk Erbach  | 1874        | Kreis Erbach     |                     |
| Ober-Klein-Gumpen       | Landratsbezirk Erbach  | 1874        | Kreis Erbach     |                     |
| Ober-Liebersbach        | Kreis Heppenheim       | 1874        | Kreis Heppenheim |                     |
| Ober-Mumbach            | Kreis Heppenheim       | 1874        | Kreis Heppenheim |                     |
| Ober-Ostern             | Landratsbezirk Erbach  | 1874        | Kreis Erbach     |                     |
| Ober-Scharbach          | Kreis Heppenheim       | 1874        | Kreis Heppenheim |                     |
| Ober-Schönmattenwag     | Kreis Heppenheim       | 1874        | Kreis Heppenheim |                     |
| Pfaffen-Beerfurth       | Kreis Heppenheim       | 1874        | Kreis Erbach     |                     |
| Reichelsheim            | Landratsbezirk Erbach  | 1874        | Kreis Erbach     |                     |
| Reisen                  | Kreis Heppenheim       | 1874        | Kreis Heppenheim |                     |
| Rimbach                 | Kreis Heppenheim       | 1874        | Kreis Heppenheim |                     |
| Rohrbach (Mörlenbach)   | Kreis Heppenheim       | 1874        | Kreis Heppenheim |                     |
| Rohrbach (Reichelsheim) | Landratsbezirk Erbach  | 1874        | Kreis Erbach     |                     |
| Schannenbach            | Kreis Heppenheim       | 1874        | Kreis Bensheim   |                     |
| Schlierbach             | Kreis Heppenheim       | 1874        | Kreis Bensheim   |                     |
| Schönbrunn              | Kreis Heppenheim       | 1874        | Kreis Heppenheim |                     |
| Seidenbach              | Kreis Heppenheim       | 1874        | Kreis Bensheim   |                     |
| Seidenbuch              | Kreis Heppenheim       | 1874        | Kreis Bensheim   |                     |
| Siedelsbrunn            | Kreis Heppenheim       | 1874        | Kreis Heppenheim |                     |
| Steinbach               | Kreis Heppenheim       | 1874        | Kreis Heppenheim |                     |
| Trösel                  | Kreis Heppenheim       | 1874        | Kreis Heppenheim |                     |
| Unter-Abtsteinach       | Kreis Heppenheim       | 1874        | Kreis Heppenheim |                     |
| Unter-Flockenbach       | Kreis Heppenheim       | 1874        | Kreis Heppenheim | früher: Flockenbach |
| Unter-Gersprenz         | Landratsbezirk Erbach  | 1874        | Kreis Heppenheim |                     |
| Unter-Ostern            | Landratsbezirk Erbach  | 1874        | Kreis Erbach     |                     |
| Unter-Scharbach         | Kreis Heppenheim       | 1874        | Kreis Heppenheim |                     |
| Unter-Schönmattenwag    | Kreis Heppenheim       | 1874        | Kreis Heppenheim |                     |
| Vöckelsbach             | Kreis Heppenheim       | 1874        | Kreis Heppenheim |                     |
| Wahlen                  | Kreis Heppenheim       | 1874        | Kreis Heppenheim |                     |
| Wald-Michelbach         | Kreis Heppenheim       | 1874        | Kreis Heppenheim |                     |
| Weiher                  | Kreis Heppenheim       | 1874        | Kreis Heppenheim |                     |
| Weschnitz               | Kreis Heppenheim       | 1874        | Kreis Heppenheim |                     |
| Winkel                  | Kreis Heppenheim       | 1874        | Kreis Bensheim   |                     |
| Winterkasten            | Landratsbezirk Erbach  | 1874        | Kreis Bensheim   |                     |
| Zotzenbach              | Kreis Heppenheim       | 1874        | Kreis Heppenheim |                     |